# الظاهر (أسماء الله الحسنى)
الظاهر اسم من أسماء الله الحسنى، ومعناه: الذي ليس فوقه شيء والعالي فوق كل شيء، الظاهر بالقدرة على كل شيء، الغالب القاهر الذي لا يغلبه شيء، كما قال تعالى: ﴿فأيدنا الذين آمنوا على عدوهم فأصبحوا ظاهرين﴾ سورة الصف:14 أي غالبين، وهو مشتق من الظُّهور الذي هو ضد الخفاء فيكون معناه الظاهر وجوده لكل شيء بالأدلة العقلية والكونية، فقد خلق الله كل الكائنات والموجودات لتظهر آثار قدرته فيها، وهو سبحانه ظاهر عليها من جميع الجهات: ﴿وَلِلَّهِ الْمَشْرِقُ وَالْمَغْرِبُ فَأَيْنَمَا تُوَلُّوا فَثَمَّ وَجْهُ اللَّهِ إِنَّ اللَّهَ وَاسِعٌ عَلِيمٌ ۝١١٥﴾ [البقرة:115].

## في القرآن الكريم
سمى الله نفسه الظاهر في نص واحد من النصوص القرآنية، قال تعالى: ﴿هُوَ الْأَوَّلُ وَالْآخِرُ وَالظَّاهِرُ وَالْبَاطِنُ وَهُوَ بِكُلِّ شَيْءٍ عَلِيمٌ ۝٣﴾ سورة الحديد:3 مقترنًا بالأسماء الأول والآخر والباطن

## في السنة النبوية
كان التابعيُّ سهيلُ بن أبي صالحٍ يقول:
| الظاهر (أسماء الله الحسنى) | كانَ أَبُو صَالِحٍ يَأْمُرُنَا، إذَا أَرَادَ أَحَدُنَا أَنْ يَنَامَ، أَنْ يَضْطَجِعَ علَى شِقِّهِ الأيْمَنِ، ثُمَّ يقولُ: اللَّهُمَّ رَبَّ السَّمَوَاتِ وَرَبَّ الأرْضِ وَرَبَّ العَرْشِ العَظِيمِ، رَبَّنَا وَرَبَّ كُلِّ شيءٍ، فَالِقَ الحَبِّ وَالنَّوَى، وَمُنْزِلَ التَّوْرَاةِ وَالإِنْجِيلِ وَالْفُرْقَانِ، أَعُوذُ بكَ مِن شَرِّ كُلِّ شيءٍ أَنْتَ آخِذٌ بنَاصِيَتِهِ، اللَّهُمَّ أَنْتَ الأوَّلُ فليسَ قَبْلَكَ شيءٌ، وَأَنْتَ الآخِرُ فليسَ بَعْدَكَ شيءٌ، وَأَنْتَ الظَّاهِرُ فليسَ فَوْقَكَ شيءٌ، وَأَنْتَ البَاطِنُ فليسَ دُونَكَ شيءٌ، اقْضِ عَنَّا الدَّيْنَ، وَأَغْنِنَا مِنَ الفَقْرِ. وَكانَ يَرْوِي ذلكَ عن أَبِي هُرَيْرَةَ، عَنِ النبيِّ صَلَّى اللَّهُ عليه وَسَلَّمَ | الظاهر (أسماء الله الحسنى) |

## معنى اسم الله الظاهر
الظَّاهِر في اللغة اسم فاعل لمن اتصف بالظهور، والظاهِرُ خلاف الباطن، ظَهَرَ يَظْهَرُ ظُهُوراً فهو ظاهر وظهير، والظهور يرد على عدة معان، منها:
- العلو والارتفاع يقال: ظَهَر على الحائط وعلى السَّطْح يعني صار فوقه، قال تعال: ﴿فَمَا اسْطَاعُوا أَنْ يَظْهَرُوهُ وَمَا اسْتَطَاعُوا لَهُ نَقْبًا ۝٩٧﴾الكهف:97، أَي ما قَدَرُوا أَن يَعْلوا عليه لارتفاعه.
- والظهور أيضا بمعنى الغلبة، ظَهَرَ فلانٌ على فلان أَي قَوِيَ عليه، ويقال: أَظهَر الله المسلمين على الكافرين أَي أَعلاهم عليهم، قال تعالى: ﴿فَأَيَّدْنَا الَّذِينَ آمَنُوا عَلَى عَدُوِّهِمْ فَأَصْبَحُوا ظَاهِرِينَ ﴾الصف:14، أَي غالبين عالين.
- ويأتي الظهور أيضا بمعنى البيان وبُدُوّ الشيء الخفيّ، وكذلك الظهْرُ ما غاب عنك، يقال: تكلمت بذلك عن ظَهْرِ غَيْب، ويقال حَمَل فلان القرآن على ظهْرِ لسانه وعن ظَهْر قلبه، وعند النسائي وصححه الألباني من حديث سَهْلِ بْنِ سَعْدٍ رضي الله عنه مرفوعا:«فَقَالَ: هَلْ تَقْرَؤُهُنَّ عَنْ ظَهْرِ قَلْبٍ؟».[4]
- والمظاهرة المعاونة وظَاهَرَ بعضهم بعضاً "أَعان"، قال تعالى: ﴿وَظَاهَرُوا عَلَى إِخْرَاجِكُمْ﴾الممتحنة:9، أَي عاوَنُوا.

والظاهر سبحانه هو المنفرد بعلو الذات والفوقية، وعلو الغلبة والقاهرية، وعلو الشأن وانتفاء الشبيه والمثلية، فهو الظاهر في كل معاني الكمال، وهو البين المبين الذي أبدى في خلقه حججه الباهرة وبراهينه الظاهرة، قال ابن الأَثير: «الظاهر في أسماء الله هو الذي ظهر فوق كل شيء وعلا عليه، وقيل: الظاهر هو الذي عُرِفَ بطريق الاستدلال العقلي بما ظهر لهم من آثار أَفعاله وأَوصافه».
والظاهر أيضًا هو الذي بدا بنوره مع احتجابه بعالم الغيب، وبدت آثار ظهوره لمخلوقاته في عالم الشهادة، فالله عز وجل استخلف الإنسان في ملكه واستأمنه على أرضه فاقتضى الاستخلاف والابتلاء أن يكون الإنسان بين عالمين، عالم الغيب وعالم الشهادة، ليتحقق مقتضى توحيد الله في أسمائه، وجلاء المعاني المتعلقة بأوصافه وأفعاله قال تعالى: ﴿عَالِمُ الْغَيْبِ فَلا يُظْهِرُ عَلَى غَيْبِهِ أَحَداً ﴾ الجن:26، وقال: ﴿ذَلِكَ عَالِمُ الْغَيْبِ وَالشَّهَادَةِ الْعَزِيزُ الرَّحِيمُ﴾ السجدة:6، وهو سبحانه أيضًا الظاهر الذي أقام الخلائق وأعانهم، ورزقهم ودبر أمرهم، وهداهم سبلهم، فهو المعين على المعنى العام وهو نصير الموحدين من عباده على المعنى الخاص.

## الأقوال في معناه

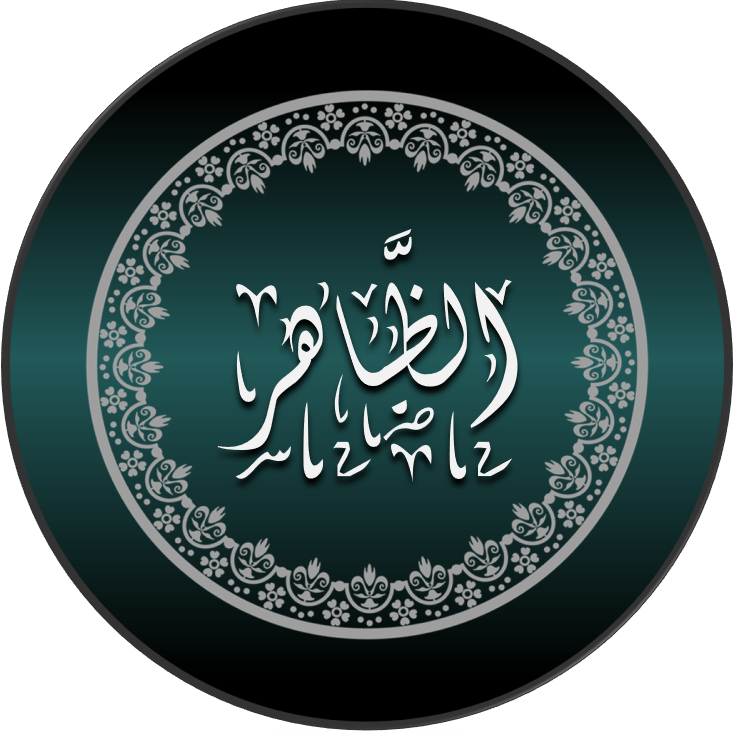
اسم الله الظاهر مكتوب بخط كوفي مخزرف

- قال ابن جرير الطبري:[1] «وهو الظاهر على كل شيء دونه، وهو العالي فوق كل شيء فلا شيء أعلى منه»
- قال ابن الجوزي: «الظاهر بحججه الباهرة، وبراهينه النَّيِّرة، وشواهده الدَّالة على صِحَّة وحدانيته. ويكون: الظاهر فوق كل شيء بقدرته. وقد يكون الظهور بمعنى العلوِّ، ويكون بمعنى الغلبة.»[8]
- قال البغوي:[9] «والظاهر الغالب العالي على كل شيء»
- قال السعدي:[10] «والظاهر: يدل على عظمة صفاته واضمحلال كل شيء عند عظمته من ذوات وصفات، ويدل على علوه»
- قال ابن القيم:[11] «اسمه الظاهر من لوازمه أن لا يكون فوقه شيء كما في الصحيح: «وأنت الظاهر فليس فوقك شيء» بل هو سبحانه فوق كل شيء فمن جحد فوقيته سبحانه فقد جحد لوازم اسمه الظاهر، ولا يصح أن يكون الظاهر هو من له فوقية القدر فقط، كما يقال: الذهب فوق الفضة؛ والجوهر فوق الزجاج؛ لأن هذه الفوقية تتعلق بالظهور، بل قد يكون المفوَّق أظهر من الفائق فيها، ولا يصح أن يكون ظهور القهر والغلبة فقط، وإن كان سبحانه ظاهرا بالقهر والغلبة لمقابلة الاسم الباطن وهو: الذي ليس دونه شيء، كما قابل الأول الذي ليس قبله شيء؛ بـ الآخر الذي ليس بعده شيء»

وقد أورد ابن القيم أسماء الله الأول والآخر والظاهر والباطن مجتمعةً في نونيَّته الشهيرة حيث قال: